# Шандра карликовая
Шандра карликовая (лат. Marrubium nanum) — многолетнее растение, вид рода Шандра (Marrubium) семейства Яснотковые (Lamiaceae).
Встречается в Закавказье. Эндемик.

## Ботаническое описание
Растение высотой 9—25 см.
Стебли одиночные, неветвистые, густо облиственные.
Нижние и средние стеблевые листья обратнояйцевидные, длиной 1,5—2 см, шириной 1,1—1,6 см, зубчатые, с черешками длиной 8—10 мм; прицветные — похожи на стеблевые, но мельче.
Соцветие из 5—6 ложных 8—10-цветковых мутовок; прицветники равны чашечке, шиловидно-щетинистые, длиной около 4 мм; чашечка с пятью треёгольными, шиловидными зубцами, в два-три раза короче трубки; венчик бледно-розовый, трубка выдаётся из чашечки.
Орешки эллиптические, бурые, нерезко трёхгранные.

## Классификация
Вид Шандра карликовая входит в род Шандра (Marrubium) подсемейства Яснотковые (Nepetoideae) семейства Яснотковые (Lamiaceae) порядка Ясноткоцветные (Lamiales).
|  |                                      |  |                                                             |                                                             |                      |  | ещё 21 семейство (согласно Системе APG II) | ещё 21 семейство (согласно Системе APG II)  |                                             |  |  |  | ещё более 50 родов | ещё более 50 родов    |  |  |
|  |                                      |  |                                                             |                                                             |                      |  | ещё 21 семейство (согласно Системе APG II) | ещё 21 семейство (согласно Системе APG II)  |                                             |  |  |  | ещё более 50 родов | ещё более 50 родов    |  |  |
|  |                                      |  |                                                             | порядок Ясноткоцветные                                      |                      |  |                                            |                                             | подсемейство Яснотковые                     |  |  |  |                    | вид Шандра карликовая |  |  |
|  |                                      |  |                                                             | порядок Ясноткоцветные                                      |                      |  |                                            |                                             | подсемейство Яснотковые                     |  |  |  |                    | вид Шандра карликовая |  |  |
|  | отдел Цветковые, или Покрытосеменные |  |                                                             |                                                             | семейство Яснотковые |  |                                            |                                             | род Шандра                                  |  |  |  |                    |                       |  |  |
|  | отдел Цветковые, или Покрытосеменные |  |                                                             |                                                             |                      |  |                                            |                                             |                                             |  |  |  |                    |                       |  |  |
|  |                                      |  | ещё 44 порядка цветковых растений (согласно Системе APG II) | ещё 44 порядка цветковых растений (согласно Системе APG II) |                      |  |                                            | ещё 7 подсемейств (согласно Системе APG II) | ещё 7 подсемейств (согласно Системе APG II) |  |  |  | ещё около 40 видов |                       |  |  |
|  |                                      |  |                                                             | ещё 44 порядка цветковых растений (согласно Системе APG II) |                      |  |                                            |                                             | ещё 7 подсемейств (согласно Системе APG II) |  |  |  |                    |                       |  |  |